# Sophie Rundle
Sophie Rundle (Bournemouth; 21 de abril de 1988) es una actriz británica, conocida por haber interpretado a Ada Shelby en la serie Peaky Blinders y a Kirsten McAskill en la serie Happy Valley.

## Vida personal
Está comprometida con el actor Matt Stokoe, a quien conoció en el set de Jamestown. En febrero de 2021, Rundle anunció que estaba embarazada por primera vez. En abril de ese año le dieron la bienvenida a su primer hijo, un varón. Su segundo hijo nació en junio de 2024.

## Filmografía

### Cine
| Año  | Título              | Papel           | Notas |
| ---- | ------------------- | --------------- | ----- |
| 2007 | Small Town Folk     | Heather         |       |
| 2012 | Great Expectations  | Clara           |       |
| 2013 | Talking to the Dead | Fiona Griffiths |       |

### Televisión
| Año       | Título               | Papel          | Notas                     |
| --------- | -------------------- | -------------- | ------------------------- |
| 2011      | Garrow's Law         | Miss Casson    | Episodio 3.4              |
| 2012      | Titanic              | Roberta Maioni |                           |
| 2012      | Episodes             | Labia          |                           |
| 2012      | Merlín               | Sefa           | Episodio: "Arthur's Bane" |
| 2012—2014 | The Bletchley Circle | Lucy           |                           |
| 2013      | Shetland             | Sophie         | Episodio: "Red Bones"     |
| 2013—2022 | Peaky Blinders       | Ada Shelby     |                           |
| 2017-2019 | Jamestown            | Alice Sharrow  |                           |
| 2018      | Bodyguard            | Vicky Budd     |                           |
| 2019      | Gentleman Jack       | Ann Walker     | Temporada 1               |